# Trevico
Trevico község (comune) Olaszország Campania régiójában, Avellino megyében.

## Fekvése
A megye keleti részén fekszik. Határai: Carife, Castel Baronia, San Nicola Baronia, San Sossio Baronia, Scampitella, Vallata és Vallesaccarda.

## Története
A település a Via Appia mentén fekvő ókori Trivicum helyén épült felt. A középkorban Vico néven püspöki székhely volt, majd nápolyi nemesi családok birtoka (del Balzo, Loffredo).  A 19. században nyerte el önállóságát, amikor a Nápolyi Királyságban felszámolták a feudalizmust.

## Népessége
A népesség számának alakulása:

## Főbb látnivalói
A katedrálist 455-534 között építették, amikor a település püspöki székhellyé vált. A 15. században, majd a 17. század elején átépítették. Itt őrzik Szent Euplusz ereklyéit.

## Híres szülöttei
- Ettore Scola (1931–2016) olasz filmrendező, forgatókönyvíró